# سيغو فانغا (فلم)
سِيغُو فَانْغَا (بالفرنسية: Ségou Fanga، من البمبرة: Ségou Fanga، أي مملكة سيغو) فيلم رسوم متحركة تونسي فرنسي مالي من إخراج عبد القادر بالهادي ومانباي كوليبالي، وإنتاج شركة سينيتيليفيلم التونسية بالتعاون مع شركة الضفة الأخرى للإنتاج الفرنسية التابعة لعبد القادر بالهادي، أصدر عام 2007.

## قصة الفيلم
تدور أحداث الفيلم في القرن السابع عشر الميلادي، أيام تأسيس مدينة سيغو، عاصمة مملكة بمبرة.

## روابط خارجية
- مقالات تستعمل روابط فنية بلا صلة مع ويكي بيانات